# بوبي روز
بوبي روز (بالإنجليزية: Bobby Rose)‏ هو لاعب كرة قاعدة أمريكي، ولد في 15 مارس 1967 في كوفينا في الولايات المتحدة.

## وصلات خارجية
- بوبي روز على موقع دوري كرة القاعدة الرئيسي (الإنجليزية)
- بوبي روز على موقع الدوري الياباني لكرة القاعدة (الإنجليزية)
- بوبي روز على موقعبيزبول رفرنس.كوم (الدوري الرئيسي) (الإنجليزية)
- بوبي روز على موقعبيزبول رفرنس.كوم (الدوري الثانوي) (الإنجليزية)
- بوبي روز على موقع إي إس بي إن.كوم (أم.أل.بي) (الإنجليزية)
- بوبي روز على موقع مشجعي الرسوم البيانية (الإنجليزية)